# 安德里亞·吉奥維

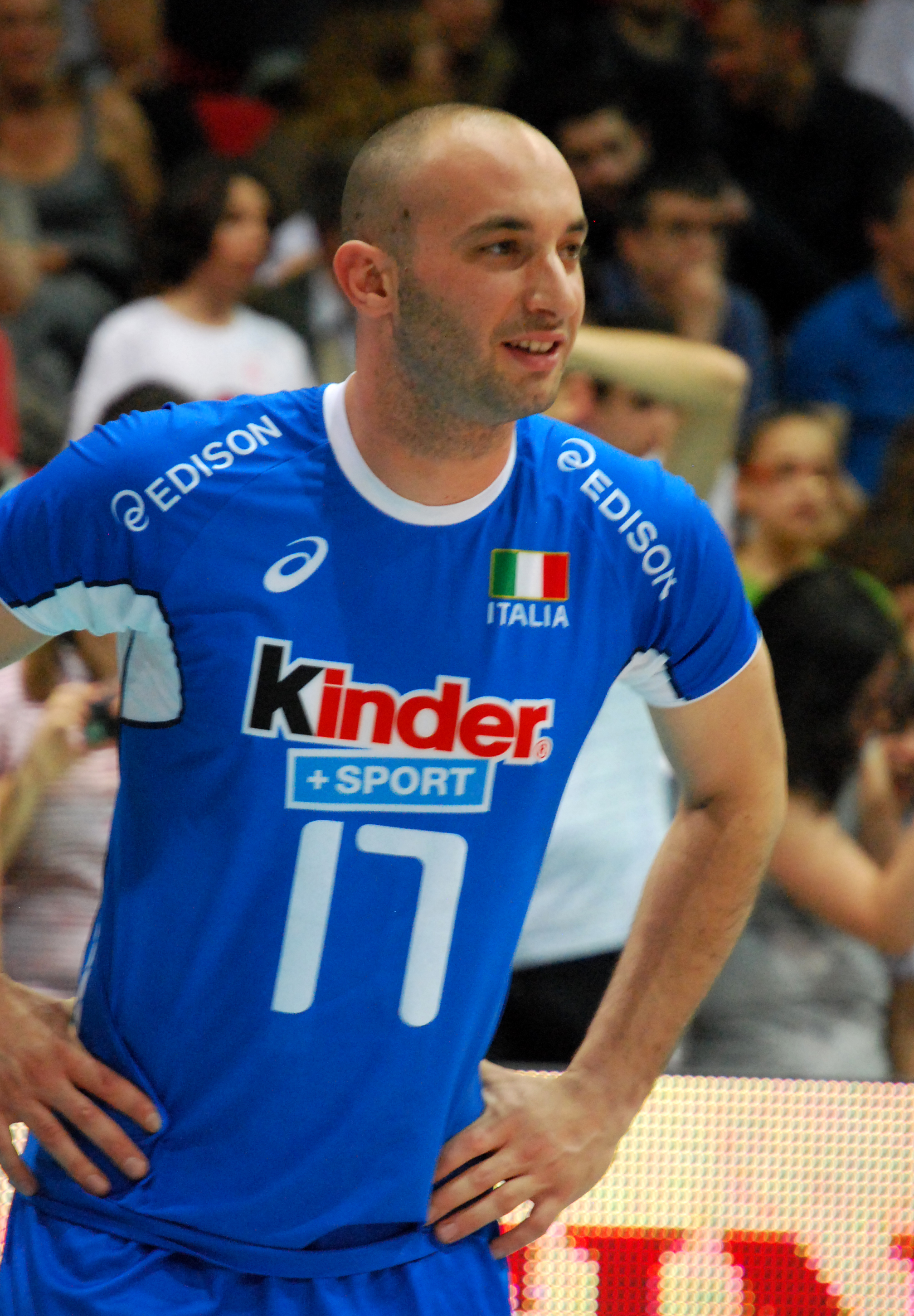
安德里亞·吉奥維

安德里亞·吉奥維（義大利語：Andrea Giovi；1983年8月19日—）是一位意大利排球運動員。他現在效力於意大利排球聯賽球隊佩魯賈排球俱樂部。他也代表意大利國家男子排球隊參賽，參加了2012年奧運會的比賽。